# Dẫn con từng bước
Dẫn con từng bước, tên gốc tiếng Anh: Lead, Kindly Light, là một bài thánh ca nổi tiếng được viết vào năm 1833 bởi Linh mục John Henry Newman dựa trên bài thơ "The pillar of cloud". Tại Việt Nam, lời bài hát được chuyển ngữ bởi Duy Minh và được nhạc sĩ Kim Long phổ lại, thường được dùng trong ca nguyện và hiệp lễ. Tuy nhiên không nên nhầm lẫn với một bài hát cùng tên khác, do nhạc sĩ Nguyễn Duy sáng tác.

## Lịch sử
Khi Newman là vị linh mục, ông trở thành đau yếu khi ở Ý, và không du lịch được cho đến gần ba tuần. Trong lời nguyên một của ông:
Trước khi bắt đầu từ quán trọ của ta, ta ngồi xuống trên giường và bắt đầu khóc than cay đắng. Nữ tỳ của ta, ai trong vai cô y tá, hỏi những gì khổ sở ta. Ta có thể chỉ trả lời, "Tôi có làm việc để làm ở Anh." Ta rất đau để trở về nhà, muốn chiếc tàu ta đã giữ tại Palermo cho ba tuần. Ta bắt đầu đến thăm giáo đường, và họ đã làm yên sự thiếu kiên nhẫn, dù ta đã tham dự bất kỳ dịch vụ. Cuối cùng ta đã ra khỏi thuyền da cam, ràng buộc cho Marseilles. Chúng ta đã được làm yên lặng cho tuần toàn bộ trong Eo biển của Bonifacio, và nó ở đây rằng tôi viết những đường kẻ, Dẫn con từng bước, điều nào trở thành nổi tiếng.

## Câu thơ
Bản mẫu:Copy section to Wikisource
Dẫn con đi tới,

Đi tới giữa khơi mịt mùng.

Trời khuya thanh vắng lạnh lùng,

Bước chân lưu lạc, quê hương xa vời.

Dẫn con vững bước trên đời,

Con không cầu thấy chân trời xa xôi.

Dẫn con, dẫn con từng bước.

Dẫn con từng bước, từng bước một thôi.
Nhớ những ngày qua,

Chúa ơi nhớ những ngày qua,

Đã không xin Chúa.

Xin Chúa dẫn đưa trên đường.

Đường đi mong thấy tỏ tường,

Biết bao tham vọng, cho tương lai đời.

Dẫn con, Ánh sáng trên trời,

Xua đi lầm lỗi một thời kiêu sa.

Chúa ơi, Chúa ơi đừng nhớ.

Chúa ơi đừng nhớ, đừng nhớ ngày qua.
Chúa dắt dìu con,

Bấy lâu Chúa dắt dìu con,

Vững tin tay Chúa,

Tay Chúa vẫn luôn chỉ đường.

Vượt qua muôn khó dặm trường,

Núi non hoang địa, mây vương loang trời.

Tới khi bóng tối qua rồi,

Trông lên Thần Sứ mỉm cười hân hoan.

Dẫn con, dẫn con về chốn,